# Элениак, Эрика
Эрика Элениак (англ. Erika Eleniak; 29 сентября 1969, Глендейл) — американская актриса и фотомодель. Наиболее известна по роли в сериале «Спасатели Малибу» (1989—1992).

## Биография
Эрика Элениак родилась в Глендейле, штат Калифорния в семье поверенного и свидетеля-эксперта Дэйла Алана Элениака (род. 1 апреля 1946 года в Эдмонтоне) и Айрис Майи Элениак-Арнолд (род. 17 ноября 1945). Со стороны отца Эрика имеет украинские корни — её прапрадедом был Василь Еленяк, один из первых украинских поселенцев в Канаде. Её дядей по отцовской линии был актёр Эдди Кэрролл.
Со стороны матери у Эрики эстонские и немецкие корни. Среди родственников её бабушки по материнской линии был эстонский пастор Рэйн Нэгго.
У Эрики есть младшая сестра, Алексис (род. 30 июля 1973), которая в 2011 году стала сертифицированным инструктором по пилатесу.

## Карьера
В 1980 году Эрика снялась в рекламе «Star Wars Underoos». Впервые на большом экране она появилась в 12 лет в фильме Стивена Спилберга «Инопланетянин», где исполнила небольшую эпизодическую роль. Долгое время карьера актрисы не выходила за рамки телевидения: Эрика снималась в телефильмах, получала эпизодические роли в телесериалах, в течение года снималась в сериале «Чарльз в ответе».
В июле 1989, журнал Playboy присвоил Эрике звание девушки месяца (July 1989 Playmate). Вскоре она получила одну из главных ролей в телесериале «Спасатели Малибу». Проработав на съёмочной площадке сериала три года, а также снявшись в двух телефильмах по мотивам «Спасателей», Эрика покинула сериал, чтобы попытать счастья в киноиндустрии. Несмотря на то, что актриса получала главные роли наравне с такими идолами кино, как Стивен Сигал в фильме «В осаде», её надежды на успех не оправдались. После провала фильма Дэнниса Хоппера «Конвоиры» (1994) и фильма «Любовная история пироманьяка» (1995) она стала сниматься в фильмах категории «B» и телефильмах. В 1998 году актриса вернулась в большое кино, снявшись в боевике «Проект „Пандора“».

## Личная жизнь
Первым мужем Эрики был нутриционист Филип Голья (Philip L. Goglia), брак с которым был заключён 7 марта 1998 года и распался в 2000 году. В 2001 году она начала встречаться с Рочем Дэйглом (Roch Daigle) — главным техником-постановщиком (en:key grip) фильма Snowbound (2001) с её участием. В 2005 году они вступили в брак, который распался в 2007 году. Эрика воспитывает дочь Индианну (Indyanna Daigle, род. 2006).

## Избранная фильмография
| Год       |     | Русское название                  | Оригинальное название               | Роль                          |
| --------- | --- | --------------------------------- | ----------------------------------- | ----------------------------- |
| 1980      | кор | —                                 | Star Wars Underoos                  | девочка C-3PO                 |
| 1982      | ф   | Инопланетянин                     | E.T. The Extra-Terrestrial          | красивая девочка              |
| 1983      | ф   | —                                 | Imps*                               | Брук Шилдс                    |
| 1987      | с   | Серебряные ложки                  | Silver Spoons                       | Саманта                       |
| 1987      | с   | Всё ещё Бивер                     | Still the Beaver                    | Линн                          |
| 1988      | тф  | Падший ангел                      | Broken Angel                        | Джейми Кобёрн                 |
| 1988      | с   | Второй шанс                       | Second Chance                       | Моника                        |
| 1988      | ф   | Капля                             | The Blob                            | Вики де Сото                  |
| 1989      | с   | Чарльз в ответе                   | Charles in Charge                   | Стефани Кёртис                |
| 1989      | тф  | —                                 | Baywatch: Panic at Malibu Pier      | Шони Макклейн                 |
| 1989—1992 | с   | Спасатели Малибу                  | Baywatch                            | Шони Макклейн                 |
| 1990      | тф  | Дочь улиц                         | Daughter of the Streets             | Дженнифер                     |
| 1990      | с   | Полный дом                        | Full House                          | Кэрри Фаулер                  |
| 1992      | ф   | В осаде                           | Under Siege                         | Джордан Тейт                  |
| 1993      | ф   | Деревенщина в Беверли-Хиллз       | The Beverly Hillbillies             | Элли Мэй Клэмпетт             |
| 1994      | ф   | Конвоиры                          | Chasers                             | Тони Джонсон                  |
| 1995      | ф   | Пироманьяк: История любви         | A Pyromaniac’s Love Story           | Стефани Поттс                 |
| 1995      | ф   | Девушка в кадиллаке               | Girl in the Cadillac                | Аманда «Мэнди» Бейкер         |
| 1995      | ки  | —                                 | Panic in the Park                   | Джейни / Джейми               |
| 1996      | ф   | Байки из склепа: Кровавый бордель | Bordello of Blood                   | Кэтрин Верду                  |
| 1997      | тф  | Термический убийца                | Ed McBain’s 87th Precinct: Heatwave | детектив Айлин Бёрк           |
| 1998      | ф   | Пленница                          | Captive                             | Саманта Хоффман               |
| 1998      | с   | Южный Бруклин                     | Brooklyn South                      | офицер Кристин Бэннон         |
| 1998      | тф  | Одним жарким днём                 | One Hot Summer Night                | Келли Мур Брукс               |
| 1998      | ф   | Проект «Пандора»                  | The Pandora Project                 | Уэнди Лэйн                    |
| 1998      | ф   | Игра без правил                   | Charades                            | Моника                        |
| 1999      | с   | Остров фантазий                   | Fantasy Island                      | Сибил Хэммонд                 |
| 1999      | ф   | К чёрту любовь                    | Love Stinks                         | Джина                         |
| 1999      | ф   | Истребитель                       | Stealth Fighter                     | Эрин Митчелл                  |
| 1999      | ф   | Последний круиз                   | Final Voyage                        | Глория Франклин               |
| 1999      | с   | Паника в Нью-Йорке                | Aftershock: Earthquake in New York  | Джиллиан Парнелл              |
| 2000      | ф   | Оппонент                          | The Opponent                        | Пэтти                         |
| 2001      | ф   | Вегас — город мечты               | Vegas, City of Dreams               | Кэтрин Гарретт                |
| 2001      | ф   | Занесённый снегом                 | Snowbound                           | Барбара Тейт                  |
| 2002      | ф   | Секунда до смерти                 | Second to Die                       | Сара Морган Брэтчетт Скучелло |
| 2002      | тф  | Раскалённое рождество             | Christmas Rush                      | Кэтрин «Кэт» Морган           |
| 2002      | тф  | Он видит тебя, когда ты спишь     | He Sees You When You’re Sleeping    | Энни Кэмпбелл                 |
| 2002      | в   | Апокалипсис                       | Shakedown                           | Джули Хейес                   |
| 2003      | ф   | Предательство                     | Betrayal                            | Эмили Шоу                     |
| 2003      | ф   | Боевая бригада                    | The Librarians                      | Сэнди Миллер)                 |
| 2004      | ф   | Перезагрузка памяти               | Brilliant                           | Рики Смит                     |
| 2004      | тф  | Опасные уроки                     | Fatal Lessons: The Good Teacher     | Виктория Пейдж                |
| 2004      | тф  | Дракула 3000                      | Dracula 3000                        | Аурора Эш                     |
| 2005      | ф   | Конвой под прицелом               | Caught in the Headlights            | Кейт Паркер                   |
| 2005      | в   | Роковая встреча                   | Fatal Reunion                       | Джессика Хартли Лендерс       |
| 2005      | тф  | Абсолютный ноль                   | Absolute Zero                       | Брин                          |
| 2010      | с   | C.S.I.: Место преступления Майами | CSI: Miami                          | Клэр Питерсон                 |
| 2010      | с   | Отчаянные домохозяйки             | Desperate Housewives                | Барбара Файн                  |
| 2010      | ф   | Меняя руки                        | Changing Hands                      | женщина в парке               |
| 2012      | тф  | —                                 | Holiday Spin                        | Рокси                         |
| 2012      | ф   | —                                 | Meant to Be                         | Линда Диксон                  |
| 2012      | ф   | Из рук в руки                     | Changing Hands Feature              | н/д                           |
| 2015      | ф   | Бун: Охотник за головами          | Boone: The Bounty Hunter            | в роли самой себя             |
| 2018      | ф   | —                                 | Cor Values                          | Вероника Макдугал             |
| 2019      | ф   | —                                 | To Avenge                           | Дениз Кастор                  |

## Награды
- 1989 — Playboy — July 1989 Playmate
- 1990 — Bravo — золотой «Отто» (категория «Женщины-телезвёзды»)
- 1991 — Bravo — золотой «Отто» (категория «Женщины-телезвёзды»)